# Ptinus brevivittis
Ptinus brevivittis is een keversoort uit de familie klopkevers (Ptinidae). De wetenschappelijke naam van de soort werd in 1881 gepubliceerd door Edmund Reitter.